# Тупаи
Тупаи (фр. Tupai) — атолл в составе Подветренных островов (Острова Общества). Входит в состав Французской Полинезии. Располагается в 16 км к северу-западу от острова Бора-Бора и в 45 км на северо-восток от острова Маупити.

## География
Атолл в целом имеет овальную форму, размеры с севера на юг не превышают 9 км, с запада на восток — 6 км. Широкий коралловый риф почти полностью окружает мелкую песчаную лагуну в центре. В самом рифе выделяется два крупных массива — большой остров на западе атолла и несколько небольших островков на востоке. Суммарная площадь всех островков составляет 11 км², общая площадь атолла вместе с лагуной — 38 км².

## Население
В настоящее время постоянное население отсутствует, однако на острове периодически появляются рабочие кокосовых плантаций.

## Административное деление
Административно Тупаи входит в состав коммуны Бора-Бора.

## Транспорт
В 2001 году на атолле был открыт частный аэродром, его использование ограничено.